# Albert Gobat
Charles Albert Gobat (Tramelan, 21 mei 1843 - Bern, 16 maart 1914) was een Zwitsers politicus.

## Biografie

### Leven
Albert Gobat werd geboren in Tramelan, in de Bernese Jura. Hij volgde lager onderwijs in Tramelan, bezocht vervolgens de Herrnhuter Internatschule Kornthal bij Stuttgart en het gymnasium in La Neuville. Gobat deed in 1862 eindexamen aan het Pädagogium Bazel. Van 1862 tot 1862 studeerde hij rechten, geschiedenis en literatuur aan de universiteiten van Bazel, Heidelberg en Bern. Hij promoveerde in 1864 en volgde hierna een postdoctorale studie in Parijs. Vanaf 1866 was hij werkzaam als advocaat, eerst in Bazel en Bern en later in Delémont (Jura). Zijn praktijk in Delémont werd een van de bekendste in de Jura.
Albert Gobat werd in 1882 voor de Radicale Partij (voorloper van de huidige Vrijzinnig Democratische Partij) in het Parlement van Jura gekozen. Wegens zijn antiklerikalisme vervreemdde hij zich spoedig van de Jurassische burgers, die in meerderheid rooms-katholiek waren (en zijn). Hij bepleitte de opheffing van kloosters in de Jura, alsook een scheiding van kerk en staat. Van 1882 tot 1912 was hij tevens lid van de Regeringsraad van het kanton Bern. Van 1882 tot 1906 beheerde hij het departement van Onderwijs en van 1906 tot 1912 het departement van Binnenlandse Zaken. Wegens zijn zeer autoritaire regeringsstijl maakte hij vele vijanden, maar slaagde er niettemin in een aantal belangrijke hervormingen door te voeren, met name op het gebied van hoger- en lager onderwijs. Hij liet tal van nieuwe hoogleraars benoemen en bevorderde de studie van natuurwetenschappen en medicijnen. Hij trachtte vervolgens de studie van dode talen op gymnasia te beperken. In 1894 gaf hij de aanzet tot een hervorming van het lager onderwijs in het kanton Bern.
Van 1 juni 1886 tot 31 mei 1887, van 1 juni 1895 tot 31 mei 1896 en van 1 juni 1903 tot 31 mei 1904 voorzitter van de Regeringsraad (dat wil zeggen regeringsleider) van Bern.
Albert Gobat was ook op federaal niveau politiek actief. Hij was van 1884 tot 1890 lid van de Kantonsraad (eerste kamer van de Bondsvergadering) en van 1890 tot 1914 was hij lid van de Nationale Raad (tweede kamer van de Bondsvergadering). Hij was als lid van de Nationale Raad voorzitter van de commissie burgerlijk recht. Hij was een groot voorstander van de aanleg van spoorwegen, maar tegenstander van de opkoop door de staat van particuliere spoorwegondernemingen. In 1905 was hij vicvoorzitter van de Nationale Raad en werd hij tevens lid van het Bondsgerecht.

### Vredesactivist
Gobat was in 1889 betrokken bij de oprichting van Interparlementaire Unie. Bij het 3de Conferentie van de Interparlementaire Unie in 1891 in Rome werd het Internationaal Vredesbureau (Bureau International Permanent de la Paix). Men besloot dit bureau onder te brengen in Bern en Gobat nam zitting in het hoofdbestuur. In 1892 organiseerde hij de 4de Conferentie van de Interparlementaire Unie in Bern. Hij werd bij deze gelegenheid in het Centrale Bureau gekozen en was van 1892 tot 1909 secretaris-generaal van de Interparlementaire Unie. Na de dood van Élie Ducommune in 1905 nam hij de leiding van het Internationaal Vredesbureau.
Gobat, een vredesactivist en pacifist, ontving op 10 december 1902 samen met Ducommune de Nobelprijs voor de Vrede voor zijn werkzaamheden voor de Interparlementaire Unie. In 1910 ging de Nobelprijs voor de Vrede naar het Internationaal Vredesbureau.
Albert Gobat overleed op 70-jarige leeftijd.

## Trivia
- Bezocht in 1904 in het Witte Huis in Washington en had een gesprek met president Theodore Roosevelt
- Gobat zette zich voor de Eerste Wereldoorlog in voor betere betrekkingen tussen Frankrijk en Duitsland